# Pleurata uroglenae
Pleurata uroglenae is een raderdiertjessoort uit de familie Notommatidae. De wetenschappelijke naam van deze soort is voor het eerst geldig gepubliceerd in 1948 door Beauchamp.